# Свято-Різдво-Богородична церква (Ізмаїл)
Свято-Різдво-Богородична церква — храм Одеської та Ізмаїльської єпархії УПЦ МП в місті Ізмаїлі. До 1961 року церква була єдиновірською.

## Історія
Святійший Синод видав дозвіл на відкриття єдиновірського приходу в Ізмаїлі на початку 1895 року. Богослужіння почали проводитися в Свято-Никольській церкві в фортеці. 2 жовтня 1896 року було освячено новий дерев'яний храм на кам'яному фундаменті, але вже 7 жовтня церква згоріла, внаслідок підпалу. Навесні 1897 року розпочалося будівництво нового храму за проектом губернського архітектора Г. С. Лозинського. 16 листопада 1897 храм освятив єпископ Аккерманський Аркадій. Першим настоятелем був протоієрей Єлезвой.
У 1961 році храм був закритий владою і переданий школі № 5. У 1960-х роках учні розорили могилу о. Єлезвоя. О. Єлезвой був перепохований на міському кладовищі, пізніше знесеного.
У 1998 році храм переданий православній громаді. У 2000—2007 роках був повністю відновлений.